# Iunie 1990
Acest articol este generat integral pe baza informațiilor din articolul 1990 și este actualizat periodic de un robot.
 Editările făcute în articol vor fi șterse la următoarea actualizare! Dacă doriți să faceți modificări, editați articolul-sursă.

ianuarie -
februarie -
martie -
aprilie -
mai -
iunie -
iulie -
august -
septembrie -
octombrie -
noiembrie -
decembrie
Iunie 1990 a fost a șasea lună a anului și a început într-o zi de vineri.

## Evenimente
- 13 iunie: Prima mineriadă: Începutul represiunii violente a ceea ce s-a numit „Fenomenul Piața Universității", începutul celei de-a treia mineriade din anul 1990, cea mai sângeroasă dintre toate.
- 14 iunie: Prima mineriadă: Urmare a evenimentelor din 13 iunie, circa 10.000 de mineri din Valea Jiului au descins în București pentru a restabili „ordinea". Au fost atacate sediile partidelor din opoziție, lideri ai acestora, studenți, sediile anumitor revite și ziare.
- 14 iunie: Franța, Germania și Benelux au semnat Convenția de la Schengen, privind libera circulație a persoanelor.
- 20 iunie: La Ateneul român, Ion Iliescu, primul președinte ales al României, de după Revoluția din decembrie, rostește jurământul de credință.

## Nașteri
Bianca Ghelber, aruncătoare de ciocan română
Scriptonite, rapper kazah
Loredana Șucar, gimnastă artistică română
Jonathan Rodríguez, fotbalist argentinian
Christophe Lemaitre, atlet francez
Artur Sobiech, fotbalist polonez
Alexandru Țigănașu, fotbalist român
Mateusz Klich, fotbalist polonez
Aaron Taylor-Johnson, actor britanic
Brian Cristian, politician român
Benedikt Wagner, scrimer german
Silje Solberg, handbalistă norvegiană
Austin Krajicek, jucător de tenis american
Alan Dzagoev, fotbalist rus
Sorin Cucu, fotbalist român
Jordan Henderson, fotbalist englez
Sandra Izbașa, gimnastă română
Henri Kontinen, jucător de tenis finlandez
Jakob Johansson, fotbalist suedez
Kirilo Petrov, fotbalist ucrainean
Vlad Rusu, fotbalist român
Sergiu Muth, fotbalist român
Daniel Vădrariu, fotbalist român
Aliaksei Lihaceuski, scrimer belarus

## Decese
Rex Harrison (n. Reginald Carey Harrison), 82 ani, actor englez de film (n. 1908)
Robert Edwards, 85 ani, politician britanic (n. 1905)
Alexandru Climescu, 80 ani, matematician român (n. 1910)
Alphonse Dupront, 84 ani, istoric francez (n. 1905)
Rudolf Alexander Agricola, 78 ani, sculptor german (n. 1912)
Germán Suárez Flamerich, 83 ani, politician venezuelean (n. 1907)